# Implosion

Överst explosion och underst implosion

Implosion är motsatsen till explosion, ett tomrum som plötsligt dras samman på grund av omgivande tryck eller andra ihopdragande krafter.

## Exempel på implosioner

### Vakuumrör

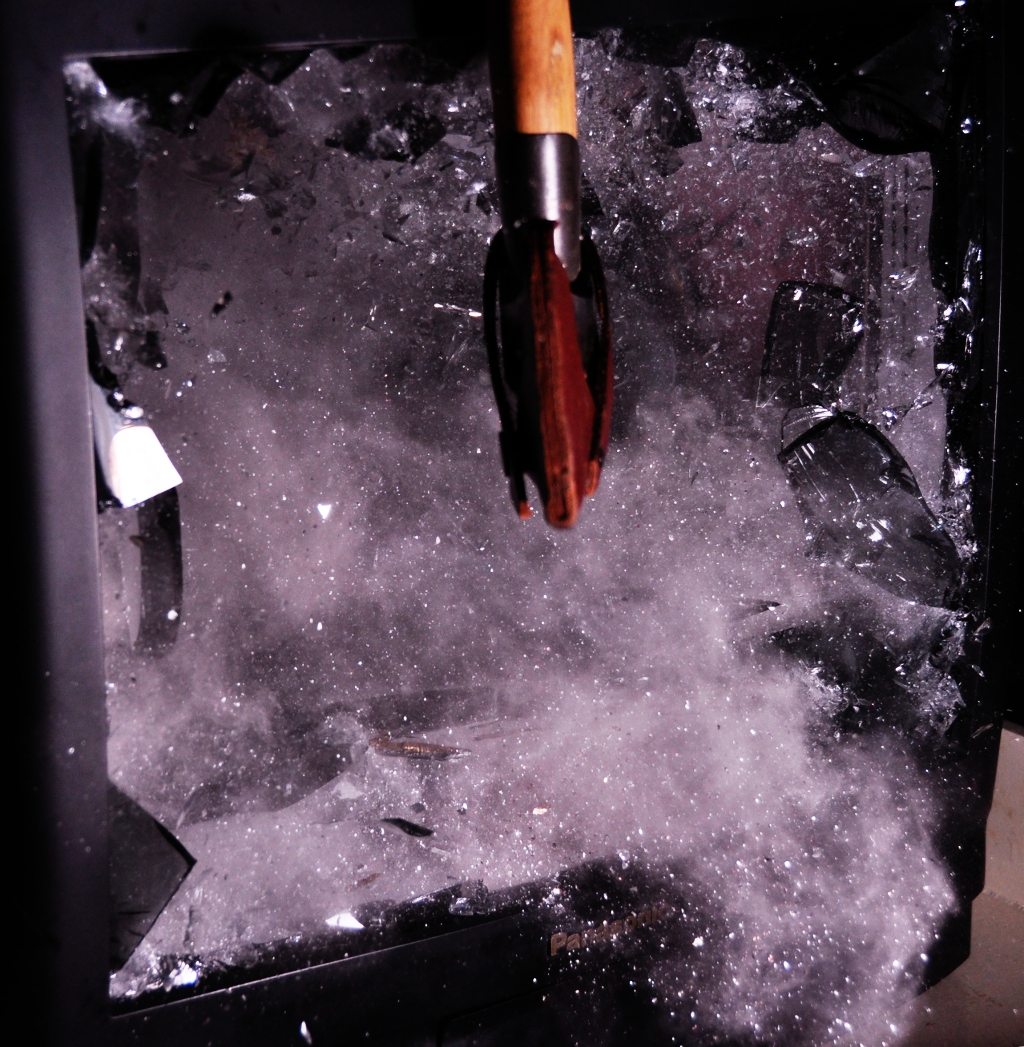
En imploderande CRT-skärm.

Ett lufttomt katodstrålerör (t.ex. TV-bildskärm) imploderar om glaset krossas på grund av lufttrycket omkring. Trots att en implosion är en inåtströmning av materia så kan exempelvis glasbitar kastas iväg i något som ser ut som en explosion.

### Atombomber

Animation av implosion av en atombomb och efterföljande detonation. Det ljusbruna i bilden utgörs av någon typ av vanligt sprängmedel som exploderar och trycker ihop kärnbränslet, lila i bilden, så att det därefter kan detonera.

En metod för att en atombomb ska uppnå så kallad kritisk massa är att med hjälp av sprängmedel få ett sfäriskt klotformat skal av uran eller plutonium att implodera till en konfiguration där en nukleär kedjereaktion blir möjlig.

### Astrofysik
Begreppet implosion används också om fenomenet när stjärnor faller samman vilket kan leda till bildandet av svarta hål, neutronstjärnor eller supernovor.

### Kavitation
När en propeller eller ett pumphjul rör sig hastigt i en vätska uppstår tryckvariationer där trycket lokalt kan understiga ångbildningstrycket varvid ångbubblor bildas. Dessa ångbubblor kan sedan förflyttas med strömningen till regioner med högre tryck, varvid ångbubblorna omgående kollapsar eller imploderar. Denna kollaps kan ske så snabbt och våldsamt att den orsakar erosionsskador på till exempel propellrar och pumphjul.